# Zjanna Keller
Zjanna Vjatsjeslavovna Keller (Russisch: Жанна Вячеславовна Келлер) (Dzerzjinsk, 3 februari 1971), is een Russisch voormalig professioneel basketbalspeler die uitkwam voor het nationale team van Rusland. Ze is Meester in de sport van Rusland, Internationale Klasse.

## Carrière
Keller speelde haar gehele carrière bij Dinamo-Energia Novosibirsk die begon in 1989. Met die club werd ze tweede om het Landskampioenschap van Rusland in 1993 en 1994. Ook werd ze derde in 1999 en 2003. Van 1996 tot 2005 was ze aanvoerder van Dinamo. In 2005 stopte ze met basketbal.
Met Rusland won ze één keer brons op het Europees Kampioenschap in 1995.

## Erelijst
- Landskampioen Rusland:
  - Tweede: 1993, 1994
  - Derde: 1999, 2003
- Europees Kampioenschap:
  - Brons: 1995